# Tavira
Tavira és una ciutat i un municipi portuguès al districte de Faro, a la regió de l'Algarve. L'any 2004 tenia 25.105 habitants.
El municipi limita al nord-est amb el municipi d'Alcoutim, a l'est amb Castro Marim i Vila Real de Santo António, al sud-oest amb Olhão, a l'oest amb São Brás de Alportel i Loulé i al sud està banyat per l'oceà Atlàntic.

## Demografia
| Població del municipi de Tavira (1801 – 2004) | Població del municipi de Tavira (1801 – 2004) | Població del municipi de Tavira (1801 – 2004) | Població del municipi de Tavira (1801 – 2004) | Població del municipi de Tavira (1801 – 2004) | Població del municipi de Tavira (1801 – 2004) | Població del municipi de Tavira (1801 – 2004) | Població del municipi de Tavira (1801 – 2004) | Població del municipi de Tavira (1801 – 2004) |        |
| --------------------------------------------- | --------------------------------------------- | --------------------------------------------- | --------------------------------------------- | --------------------------------------------- | --------------------------------------------- | --------------------------------------------- | --------------------------------------------- | --------------------------------------------- | ------ |
| 1801                                          | 1849                                          | 1900                                          | 1930                                          | 1960                                          | 1981                                          | 1991                                          | 2001                                          | 2004                                          | 2011   |
| 10.557                                        | 14.162                                        | 25.392                                        | 27.786                                        | 27.798                                        | 24.615                                        | 24.857                                        | 24.997                                        | 25.105                                        | 26.571 |

## freguesiasde Tavira
- Cabanas de Tavira
- Cachopo
- Conceição
- Luz de Tavira
- Santa Catarina da Fonte do Bispo
- Santa Luzia
- Santa Maria (Tavira)
- Santiago (Tavira)
- Santo Estêvão

## Ciutats agermanades
- Perpinyà, Catalunya del Nord, França (2001)